# Ulf Norinder
Ulf Stellan Albert Johnsson-Norinder, ursprungligen Johnsson, född 19 maj 1934 på Kilafors herrgård, Hanebo församling, Gävleborgs län, död 14 november 1978 i Monaco, var en svensk racerförare som körde nationella och internationella sportvagnslopp, främst i Maserati, Ferrari, Porsche och Lola tillsammans med förare som Joakim Bonnier, Picko Troberg och Robin Widdows.

## Bakgrund
Ulf Norinders far Arne Johnsson tillhörde bruksfamiljen Johnsson i Kilafors och modern Anna-Lisa företagarfamiljen Ahlgren i Gävle; därmed var han ekonomiskt oberoende. Efter faderns död 1940 gifte modern om sig 1945 med Carl-Robert Norinder, som adopterade honom. Familjen Johnsson ägde bruket i Kilafors, innefattande stora skogsarealer i Hälsingland, där Ulf Norinder växte upp. Hans morfar var Adolf Ahlgren, Läkerols grundare; förebilden till varumärket Ahlgrens bilar är för övrigt den Bugatti som hans far Arne Johnsson körde.

## Racerföraren

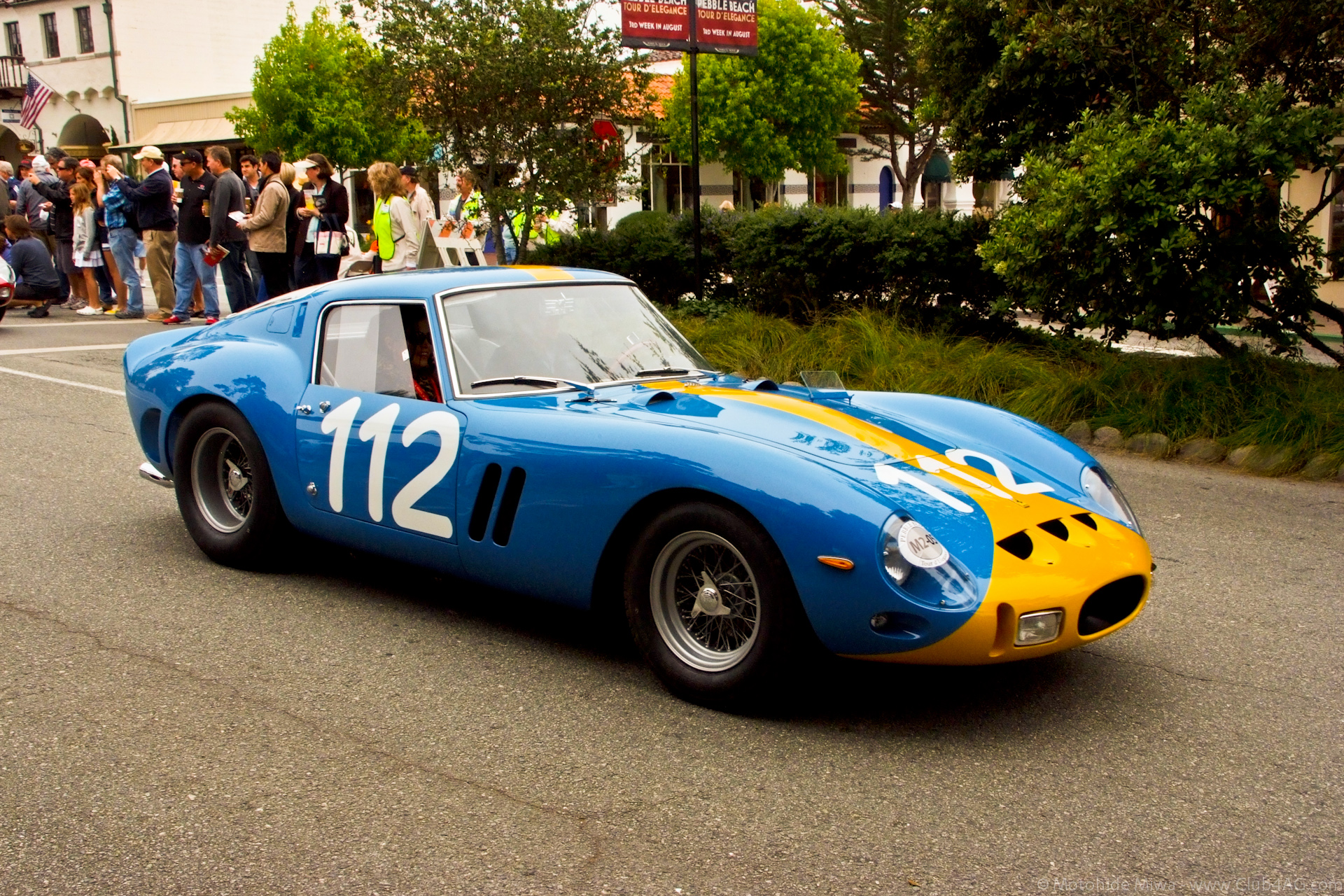
Norinders Ferrari 250 GTO, med den ursprungliga färgsättningen, på Pebble Beach Concours d’Elegance 2011

Ulf Norinder startade sin racingkarriär sporadiskt 1956. År 1963 köpte Norinder en ett år gammal Ferrari 250 GTO. Han lät måla den i nationsfärgerna blått och gult och tävlade med den både i Sverige och internationellt. Ferrarin som under årens lopp både bytt färg och ägare är reustarerad till Norinders ursprungsskick och ägs sedan 2005 av bilsamlaren och miljardären Christopher Cox.
På 1970-talet körde Ulf Norinder formelbilar och tävlade i brittiska F5000 i en McLaren-Chevy. Han dog den 14 november 1978 i Monte Carlo.

## Privatliv
Norinder var gift tre gånger, första gången 1960–1965 med skådespelaren Jill Donohue (född 1940), som är dotter till regissören Jack Donohue och skådespelaren Tutta Rolf. Andra gången var han gift 1965–1971 med Christina Persson (född 1937). Tredje gången var han gift 1972–1978 med Margarethe Johnsson-Norinder (född 1937). Han förlovade sig 1978 med Ewa Bjuhr. Han har en son (född 1963), bosatt i Sverige, och en dotter (född 1964), som bor i Schweiz, den sistnämnda tillsammans med andra hustrun.
Norinder ligger begravd i familjegrav på Hanebo kyrkogård i Kilafors i Hälsingland, där även modern och en syster vilar.

## Filmografi
- 1968 – Het snö